# Arras Film Festival 2024
La 25e édition du Arras Film Festival 2024 se déroule du 8 au 17 novembre 2024 dans la commune d'Arras, département du Pas-de-Calais.

## Déroulement et faits marquants
Les films en compétition sont dévoilés en octobre.
Le 17 novembre 2024, le palmarès est dévoilé : le film Honeymoon de Zhanna Ozirna remporte l'Atlas d'or du meilleur film. L'Atlas d'argent de la mise en scène est remis à The New Year That Never Came de Bogdan Muresanu, et le prix du public est remis à Radio Prague, les ondes de la révolte (Vlny) de Jiří Mádl.

## Jury

### Jury Atlas
- Abel et Gordon, comédiens et réalisateurs (présidents du jury)
- Suzanne de Baecque, actrice
- Sébastien Betbeder, réalisateur
- Lou de Laâge, actrice

### Jury Presse
- Guillemette Odicino, (Télérama) (présidente du jury)
- Marc Godin, (Technikart)
- Gautier Roos, (Chaos Reign)
- Emmanuel Raspiengeas, (Positif)
- Chloé Caye, (Culture aux Trousses, Canal+)

## Sélection

### Compétition européenne
- Andrea Gets a Divorce de Josef Hader  Autriche
- Dwelling Among the Gods de Vuk Ršumović  Serbie
- Gülizar de Belkis Bayrak  Turquie  Kosovo
- Honeymoon de Zhanna Ozirna  Ukraine
- Marco, l'énigme d'une vie de Aitor Arregi et Jon Garaño  Espagne
- The Hunt for Meral Ö. de Stijn Bouma  Pays-Bas
- The New Year That Never Came de Bogdan Muresanu  Roumanie
- Radio Prague, les ondes de la révolte (Vlny) de Jiří Mádl  Tchéquie
- White Courage (Biała odwaga) de Marcin Koszałka  Pologne

### Avant-premières
- Joli Joli de Diastème  France
- Jouer avec le feu de Delphine Coulin et Muriel Coulin  France
- Le Quatrième Mur de David Oelhoffen  France  Luxembourg  Belgique
- La Plus Précieuse des marchandises de Michel Hazanavicius  France
- L'Attachement de Carine Tardieu  France
- Le Choix du pianiste de Jacques Otmezguine  France
- Le Déluge de Gianluca Jodice (en)  Italie
- Maldoror de Fabrice du Welz  Belgique  France
- Le Panache de Jennifer Devoldère  France
- Leurs enfants après eux de Ludovic et Zoran Boukherma  France
- Mikado de Baya Kasmi  France
- Par amour de Élize Otzenberger  France
- Planète B de Aude Léa Rapin  France  Belgique
- Saint-Ex de Pablo Agüero  France
- Sarah Bernhardt, La Divine de Guillaume Nicloux  France
- Toutes pour une de Houda Benyamina  France  Belgique
- Une part manquante de Guillaume Senez  France  Belgique
- Un ours dans le Jura de Franck Dubosc  France

### Visions de l'Est
- Block 5 de Klemen Dvornik  Slovénie
- Crossing de Levan Akin  Suède  Géorgie  Turquie
- Klopka de Nadejda Koseva  Bulgarie
- Maria's Silence de Davis Simanis  Lettonie
- Raw material de Martin Boross  Hongrie
- The Hungarian Dressmaker de Iveta Grofova  Slovaquie  Tchéquie
- U Are the Universe de Pavlo Ostrikov  Ukraine
- After Party de Vojtěch Strakatý  Tchéquie
- The Gardener's Year de Jiří Havelka  Tchéquie
- Year of the Widow de Veronika Lišková  Tchéquie

### Découvertes européennes
- Berlin, été 42 de Andreas Dresen  Allemagne
- Eternal de Ulaa Salim  Danemark
- Julie se tait de Leonardo Van Dijl  Belgique
- Kafka, le dernier été de Judith Kaufmann et Georg Maas  Allemagne  Autriche
- La Jeune Femme à l'aiguille de Magnus von Horn  Danemark
- Maja, une épopée finlandaise de Tiina Lymi  Finlande
- Sous tension de Penny Panayotopoulou  Grèce
- When the Light Breaks de Rúnar Rúnarsson  Islande
- Io e il secco de Gianluca Santoni  Italie
- Lettres siciliennes (Iddu) de Fabio Grassadonia et Antonio Piazza  Italie
- Prima la vita de Francesca Comencini  Italie
- Vermiglio ou La Mariée des montagnes de Maura Delpero  Italie

### Rétrospective: Amour, perruque & musique - Filmer le XVIIIe siècle
- Fanfan la Tulipe de Christian-Jaque
- La Religieuse de Jacques Rivette
- Casanova, un adolescent à Venise de Luigi Comencini
- Que la fête commence... de Bertrand Tavernier
- Barry Lyndon de Stanley Kubrick
- Amadeus de Miloš Forman
- Valmont de Miloš Forman
- Farinelli de Gérard Corbiau
- La Folie du roi George de Nicholas Hytner
- Le Bossu de Philippe de Broca
- Royal Affair de Nikolaj Arcel
- Il Boemo de Petr Vaclav

### Rétrospective: Il était une fois... la Yougoslavie
- L'homme n'est pas un oiseau de Dušan Makavejev
- Don't Come Back by the Same Way de Jože Babič
- Un gardien de plage en hiver de Goran Paskaljević
- La Couronne de Petria de Srđan Karanović
- Qui chante là-bas ? de Slobodan Šijan
- Papa est en voyage d'affaires de Emir Kusturica
- Tito et moi de Goran Marković
- Il était une fois en Yougoslavie : Cinema Komunisto de Mila Turajlić

## Palmarès

### Compétition
- Atlas d'or du meilleur film : Honeymoon de Zhanna Ozirna
- Atlas d'argent de la mise en scène : The New Year That Never Came de Bogdan Muresanu
- Prix du public : Radio Prague, les ondes de la révolte (Vlny) de Jiří Mádl
- Prix de la critique : The Hunt for Meral Ö. de Stijn Bouma
- Prix regards jeunes : The New Year That Never Came de Bogdan Muresanu